# 東枇杷島町
東枇杷島町（ひがしびわじまちょう）は、愛知県名古屋市西区の地名。

## 歴史

### 沿革
- 1878年（明治11年）12月28日 - 西春日井郡枇杷島村が分裂し、同郡枇杷島町が成立する[3]。
- 1889年（明治22年）10月1日 - 合併により、西春日井郡枇杷島町大字枇杷島町となる[3]。
- 1921年（大正10年）8月22日 - 合併により、名古屋市西区東枇杷島町となる[3]。
- 1934年（昭和9年）8月15日 - 西区枇杷島町の一部を編入する[3]。
- 1987年（昭和62年）10月12日 - 西区枇杷島一丁目・枇杷島二丁目・枇杷島三丁目にそれぞれ編入され消滅[3]。